# Kolowrat

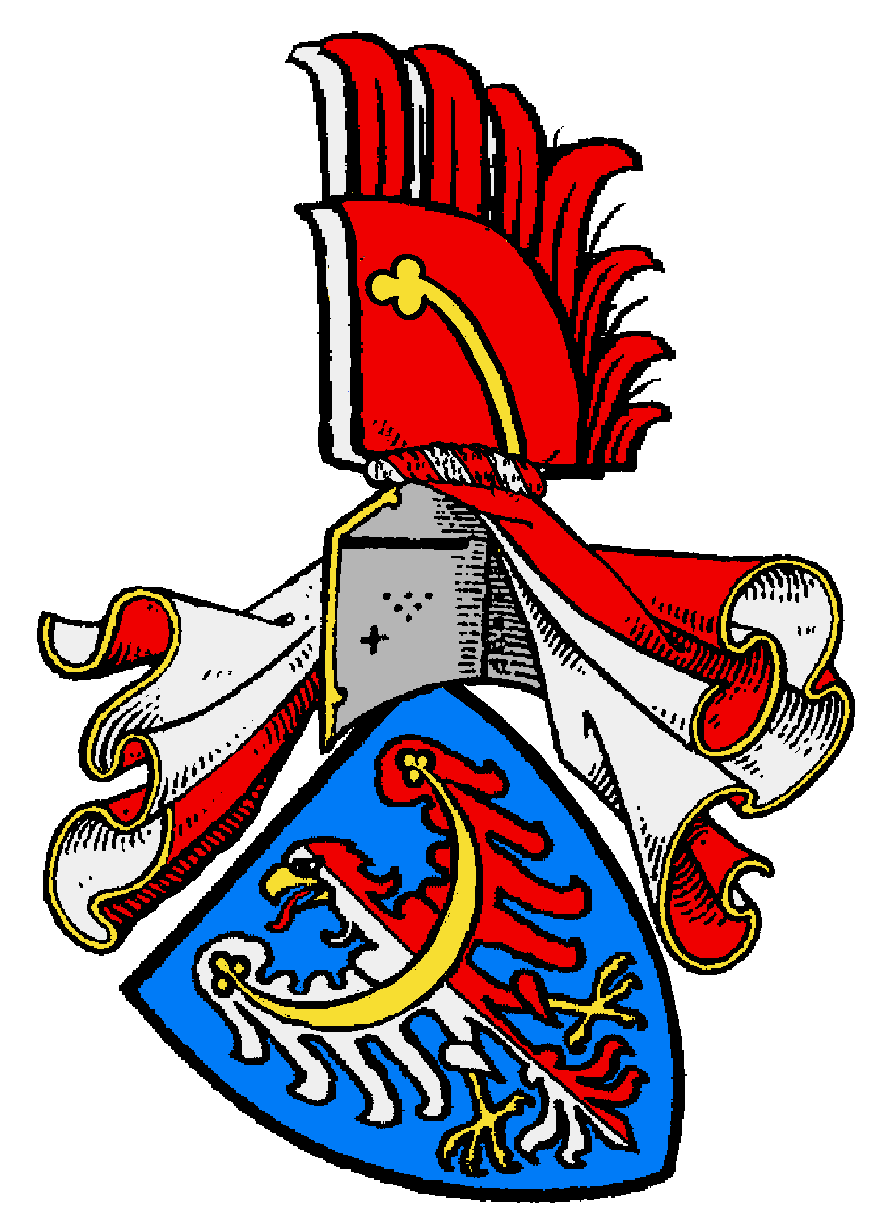
Stammwappen der Kolowrat

Die Grafen von Kolowrat (früher auch Kol(l)owrat(h), tschechisch Páni z Kolovrat, bzw. Kolovratové) sind ein böhmisch-österreichisches Adelsgeschlecht, nach der böhmischen Ortschaft Kolovraty (Pl. von kolovrat – deutsch Spinnrad), heute ein Teil von Prag.

## Geschichte
Das Geschlecht der Grafen von Kolowrat stammte aus der Sippe der Janovici, dem u. a. auch die Herren Czeyka von Olbramowicz und die Janovsky von Janowicz angehören. Es erscheint urkundlich erstmals mit Albrecht I., der 1347 als „dominus Albertus de Colowrat“ und als „baro“ bezeichnet wird. Seine Nachkommen teilten sich in zahlreiche Äste auf. Die Linie der Kolowrat-Krakowsky besteht bis heute.
Nach der ältesten böhmischen Herrenstandordnung vom Jahr 1501 nehmen die Herren von Kolowrat den 12. Rang ein. Reichsgrafenstand mit Wappenbesserung 1624 für Zdenko Liebsteinsky von Kolowrat. Königlich böhmische Verleihung des Prädikats „Hoch- und Wohlgeboren“, Wien 27. April 1626 für Heinrich von Kolowrat (-Liebsteinsky) auf Zichowicz und Strzela. Reichsgraf, Frankfurt am Main 20. Juli 1658 für Franz Karl Liebsteinsky Freiherr von Kolowrat und seine Brüder. Böhmische Bestätigung des Grafenstandes, Wien 8. November 1660 für die Brüder Franz Karl, Ferdinand Ludwig und Leopold Ulrich Liebsteinsky von Kolowrat.
Mitglieder der Kolowrat verloren nach der Schlacht am Weißen Berg 1620 große Teile ihres Vermögens. Verwandt waren sie durch Eheschließungen u. a. mit den Vitzthum, Berka von Dubá, Lobkowitz, Guttenstein-Vrtba und Sternberg.

## Wappen
Das seit dem frühen 13. Jahrhundert belegte Stammwappen zeigt in Blau einen von Silber und Rot gespaltenen Adler, dessen Brust und Flügel mit einem goldenen Mond belegt ist, dessen Hörner in Kleeblätter auslaufen. Ab dem 15. Jahrhundert trägt der Adler eine dreiblättrige goldene Halskrone. Auf dem Helm mit rot-silbern Decken ein geschlossener, hinten silberner, vorne roter mit einem goldenen Kleestengel belegter Flug.
Das Wappen (1624) zeigt in von Blau und Silber gespaltenem Schild einen goldgekrönten und -bewehrten, vorn silbernen, hinten roten Adler mit goldenem Kleestengelhalbmond auf der Brust, belegt mit dem goldgekrönten österreichischen Bindenschild. Auf dem gekrönten Helm mit rot-weiß-blauen Decken ein von Silber über Rot geteilter Adlerflug.

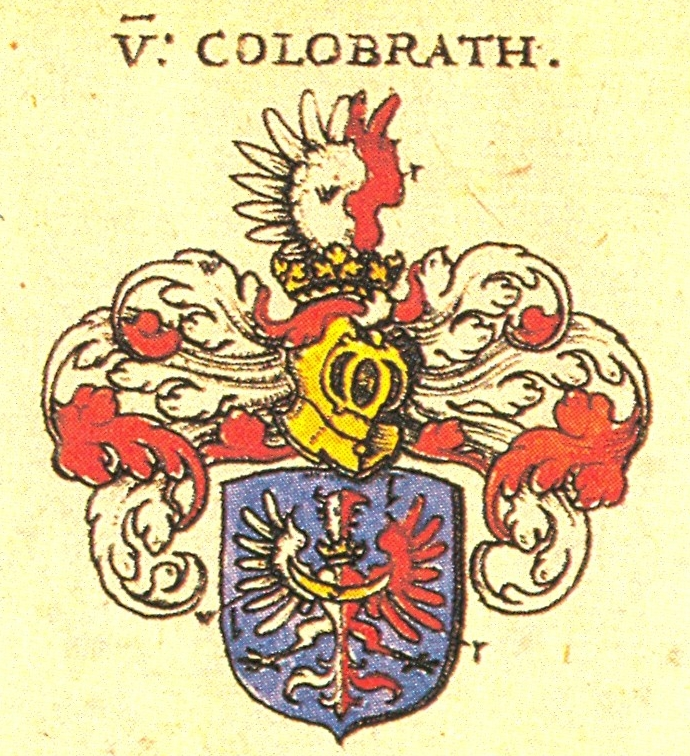
Wappen der Kolowrat im Johann Siebmacher (1605)
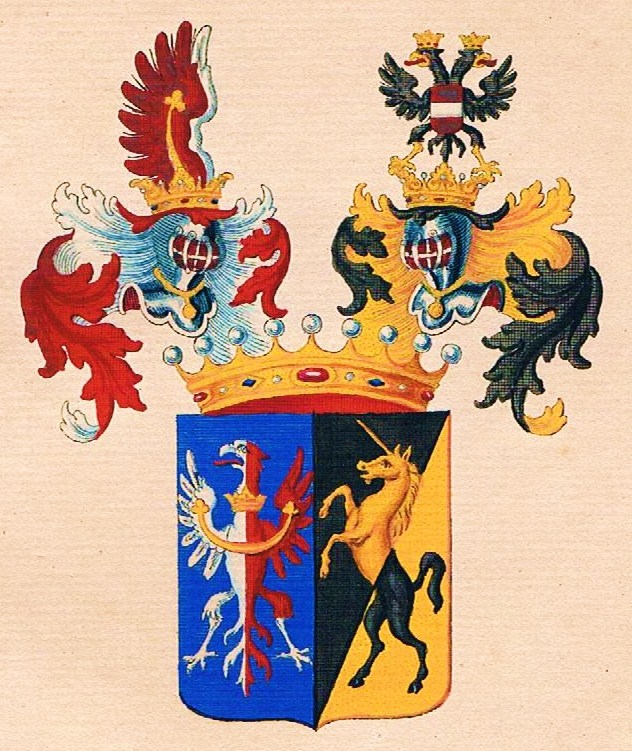
Wappen der Grafen Kolowrat-Krakowsky, Freiherren auf Ugezd
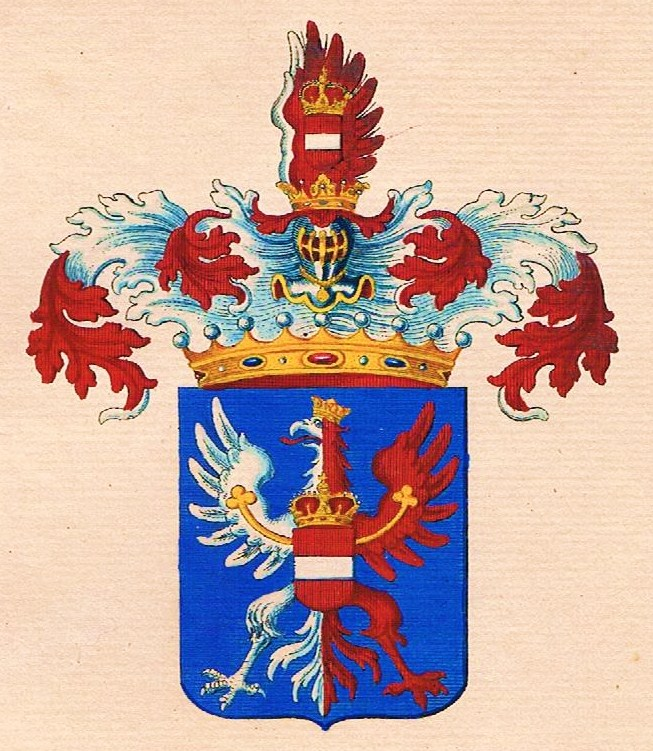
Wappen der Grafen Kolowrat-Liebsteinsky

## Linien
Die gesicherte Stammfolge beginnt mit Albrecht (Albertus) I. Herr von Kolowrat (jetzt Kolovraty im Bezirk Rican bei Prag) auf Roczow, Kornhaus und Zehrowicz (* um 1320; † 1391). Er versah wichtige Ämter am Hofe Kaiser Karls IV., war Marschall der Königin von Böhmen, dann königlich böhmischer Landeshauptmann des Vogtlandes, residierte auf der Burg Mylau und war mit Anna von Seeberg verehelicht. Albrecht I. erbaute 1375 das Augustinerkloster Ročov, besaß dort einen befestigten Wohnsitz mit einem Meierhof, hat 1352 die Stadt Ober Ročov gegründet und ihr das Marktrecht verliehen. Die Stadt führt als Wappen das Stammwappen der Kolowrat mit dem Adler, belegt mit dem Kleestengel. Das Ehepaar hatte zwei Söhne:
1. Jessek (Jesiko), dessen Tochter Kunigunde von Kolowrat 1386–1401 Fürst-Äbtissin des Sankt Georgs-Kloster auf dem Hradschin in Prag war.
2. Albrecht II. (* um 1335; † 6. Juli 1413) auf Krassow, Kornhaus und Zebrowicz, Herr der Burg Liebenstein (Libstein in Bezirk Kralowitz), Burggraf von Elbogen in Westböhmen. Seine zwei Söhne sind: 1). Hanuss (Hans), († 1438), Pfandherr der Burgen Betlern und Tocznik, königlicher Hauptmann der Prager Städte, verehelicht mit Eva Towaczowsky von Cimburg und 2). Herbort, auf Roczow und Maschau (Masstiow) (* um 1370; † 1427), Kreishauptmann des Leitmeritzer Kreises. dann königlich böhmischer Hauptmann des Egerlandes, verehelicht mit Katharina von Schönburg. Seine Nachkommen gründen Äste mit zahlreichen Nachkommen, die ihre Besitzungen als Beinamen führen.

- Die Kolowrat auf Bezdružice (Weseritz im Pilsner Kreis) mit dem Stammvater Johann von Kolowrat († 1469) hielten bis Ende des 14. Jahrhunderts Bezdružice. Während der Hussitenkriege standen sie als Mitglieder des Pilsner Landfrieds auf der Seite der Katholiken. In der ersten Hälfte des 15. Jahrhunderts trennten sich die Kolowrat von Nový Hrad. Der Urenkel Johann, der 1523 Berater des Königs war, hielt daneben Buštěhrad, Krašov und Kozojedy. Er fiel in der Schlacht bei Mohács 1526 und dessen Urenkel Wilhelm Heinrich von Kolowrat war Kämmerer und Hauptmann des Kreises Chrudim († 1642).
- Der Begründer der Kolowrat auf Nový Hrad (benutzten das Prädikat Novohradský z Kolovrat), Albrecht, baute in der zweiten Hälfte des 15. Jahrhunderts Nový Hrad (Neuschloß) bei Louny (Laun). Seine Nachfolger hielten hohe Ämter und Funktionen am Hof. Der Familienzweig erlosch 1802 mit dem Tod von Franz Anton Kolowrat-Nowohradsky im Mannesstamme.
- Die Kolowrat auf Řehrovice siedelten bis Ende des 14. Jahrhunderts in Řehrovice. Johann war 1465 bis 1467 Gesandter des Georg von Podiebrad in Westeuropa. Dieser Zweig starb etwa 1510 aus.
- Der Begründer der Kolowrat auf Maschau, (Mašťov), Beneš auf Ročov und Netluký, erhielt 1454 Mašťov. Die Nachfolger im Zweig Kolowrat-Mastowsky waren Hauptleute des Saazer Kreises (Žatec) und sind 1623 ausgestorben.

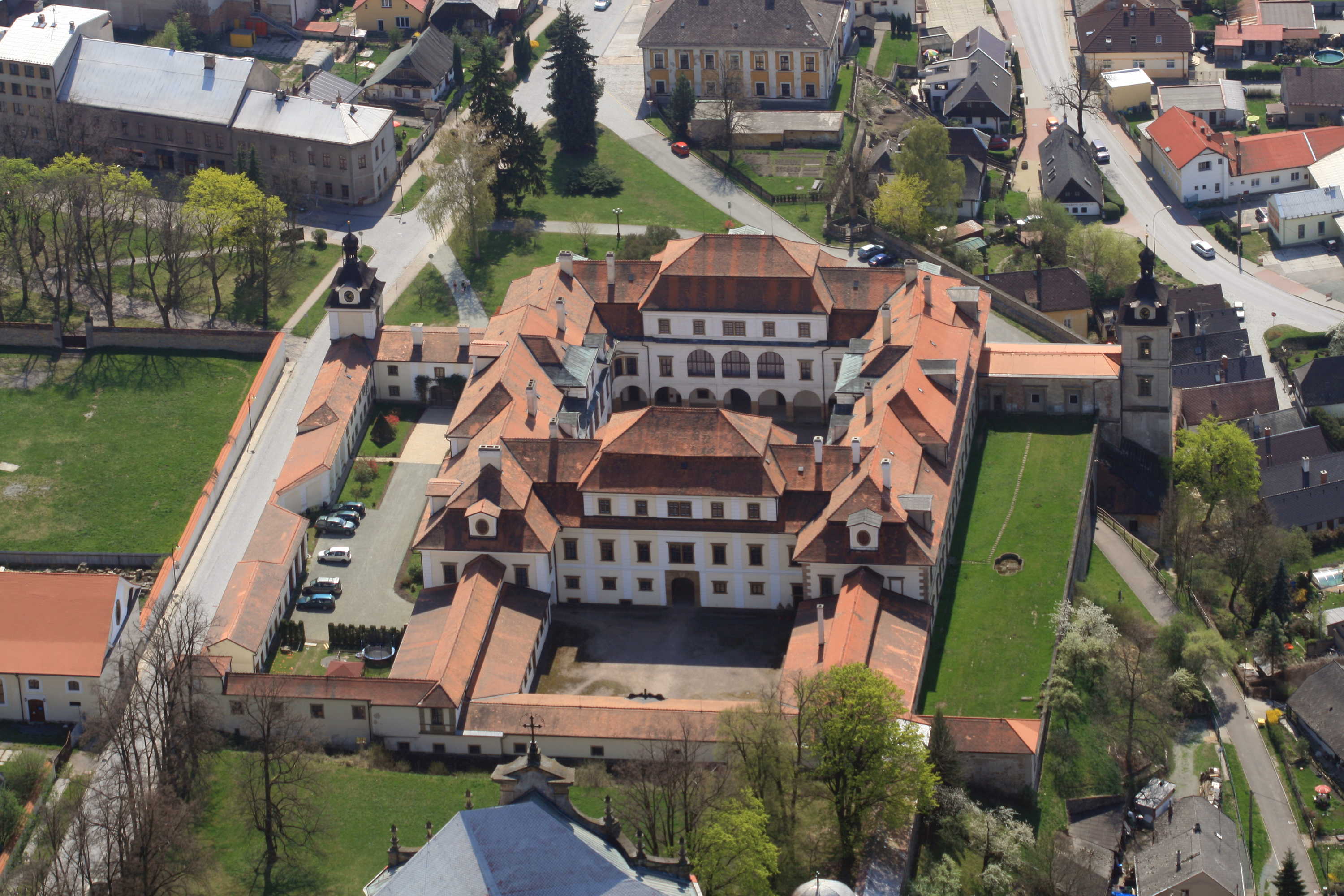
Schloss Rychnov nad Kněžnou, von 1640 bis 1948 und wieder seit 1992 im Besitz der Familie

- Die Kolowrat auf Liebstein (Libštejn) erhielten den Namen Ende des 14. Jahrhunderts nach der Burg Libštejn im Pilsner Gebiet. Hanuš war katholischer Herr auf Krašov, Zbiroha, Žebrák, Točník, Plasích und einer der Gegner des Georg von Podiebrad. Albrecht war in der Zeit von 1503 bis 1510 Oberstkanzler von Böhmen. Während den anderen Familienzweigen, die sich zum Protestantismus bekannten, nach der Schlacht am Weißen Berg das Vermögen konfisziert wurde, erhob Ferdinand II. den katholisch gebliebenen Zdenko Löw (Zdeněk Lev) 1624 für seine Verdienste zum Reichsgrafen. Heinrich, der von 1643 bis 1646 das Amt des Oberstlandhofmeisters innehielt, war ebenfalls ein treuer Anhänger des Kaisers. Albrecht, königlicher Vertreter, kaufte 1640 die Herrschaft Rychnov nad Kněžnou, wo seine Erben, die das Wohlwollen des Kaisers hatten, ein mächtiges Schloss erbauten. Hier wohnten sie bis 1861, bis mit dem Oberstburggrafen und kurzzeitigen österreichischen Ministerpräsidenten Franz Anton dieser Ast ausstarb.
- Die Kolowrat auf Krakov erhielten den Namen nach der Burg Krakovec bei Rakovník, die sie 1445 erwarben. Macht und Vermögen wuchsen vor allem nach der Schlacht am Weißen Berg. 1671 wurde dieser Familienzweig zu Reichsgrafen erhoben. Wilhelm Albrecht, Oberstkanzler, erbte 1725 von den Herren Jeníš von Újezd das Schloss Březnice und weitere Ländereien, die 1872 an die Pálffy fallen sollten. Nach Aussterben der Libštejner Linie der Kolowrat erhielten sie 1861 deren Ländereien Rychnov nad Kněžnou, die im Zweiten Weltkrieg unter deutsche Zwangsverwaltung kamen und 1948 enteignet wurden; 1992 erhielt Graf Kryštof Jaroslav Kolowrat Krakowský den Besitz Rychnov nad Kněžnou mit dem Schloss, seinen Sammlungen und 5.875 Hektar Land zurück. Graf Jindřich Kolowrat-Krakowský (1897–1996) erhielt die Waldreviere Diana (bei Přimda) und Týnec na Klatovsku mit 7.698 ha sowie eines der Kolowrat-Palais in Prag zurück, das aus zwei gotischen Häusern entstandene Palais am Ovocný trh (Obstmarkt), das seit 1670 bzw. 1697 im Besitz der Familie war, ferner drei große Geschäftshäuser.

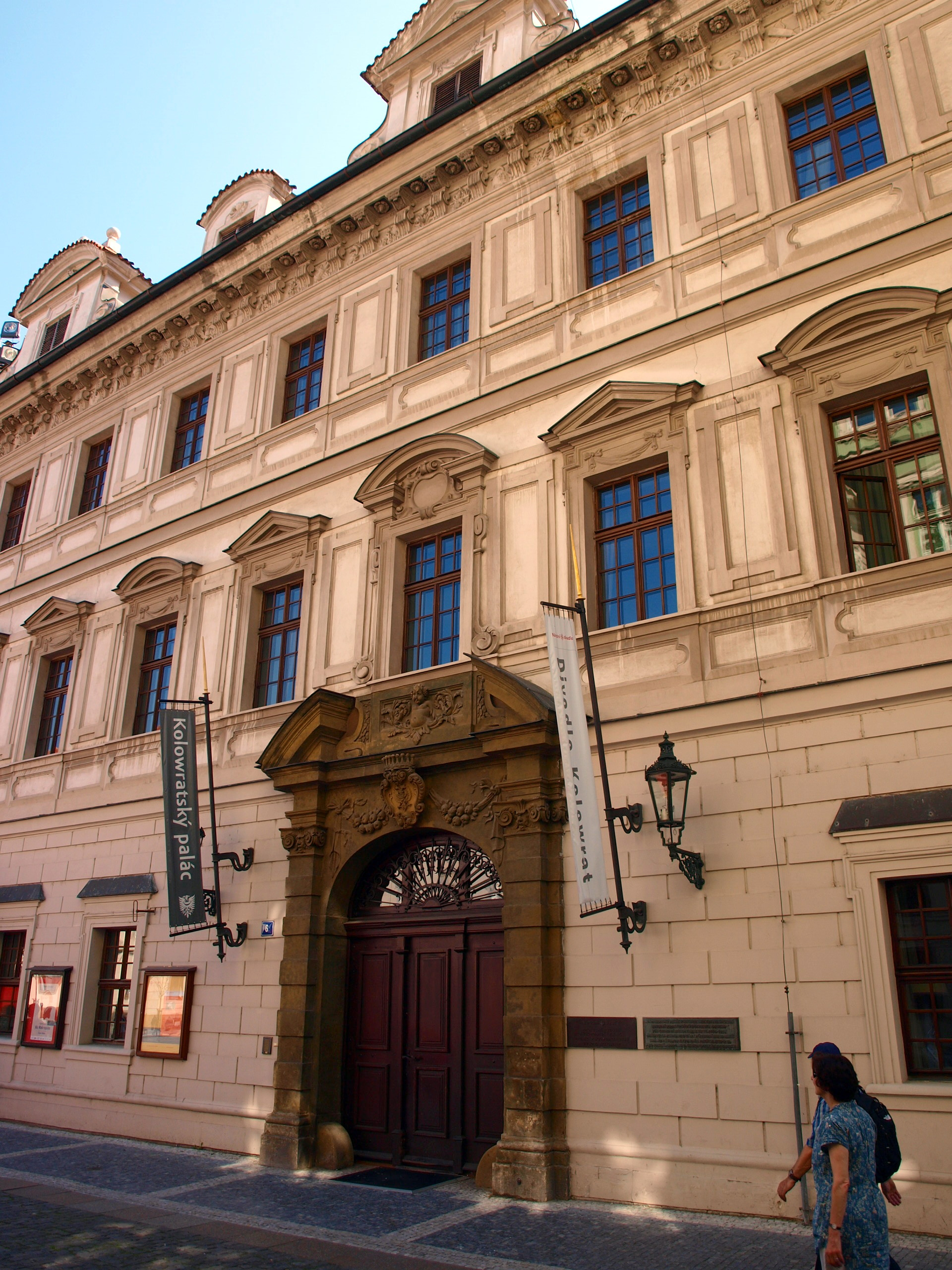
Palais Kolowrat
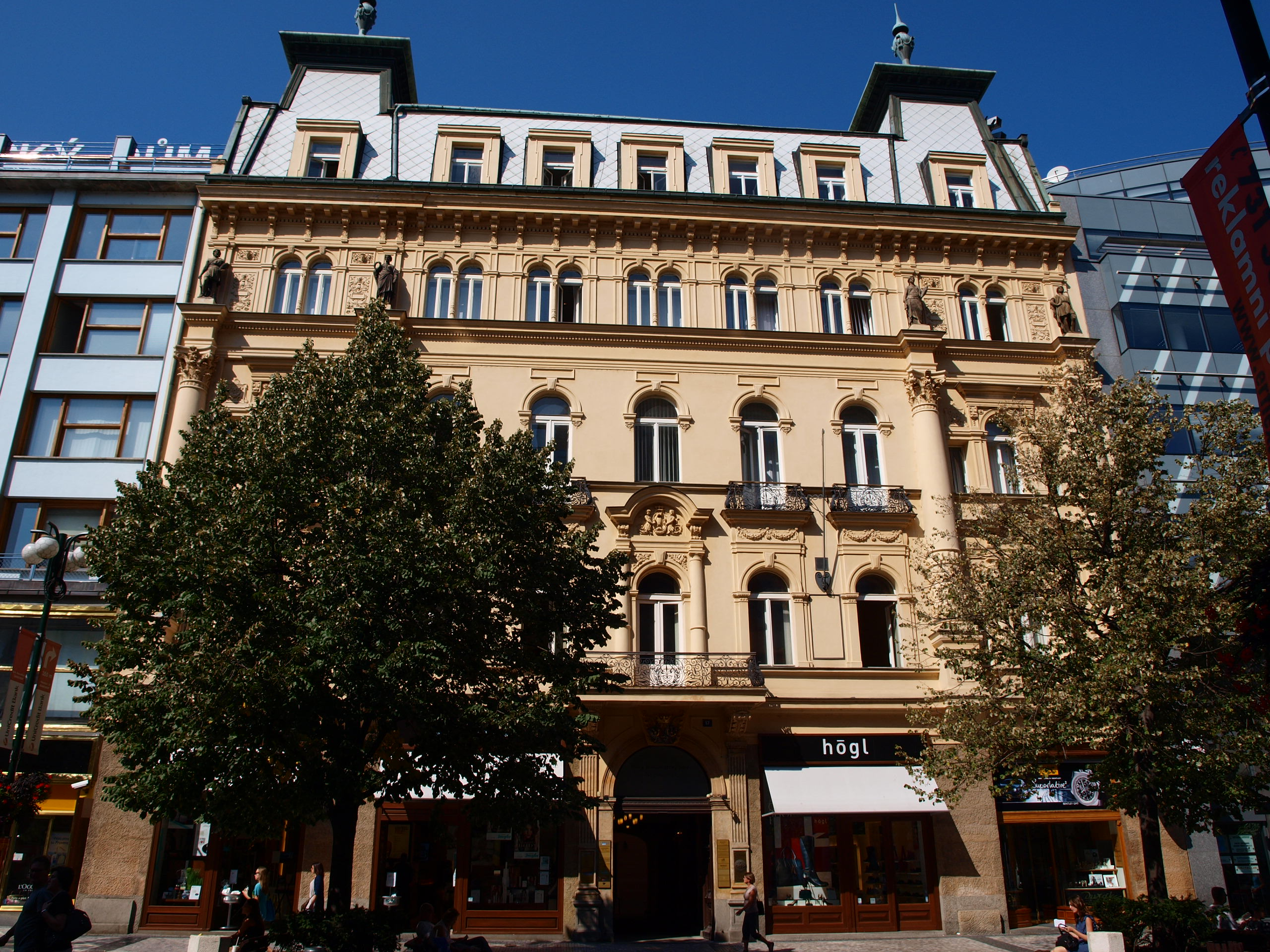
Neues Palais Kolowrat
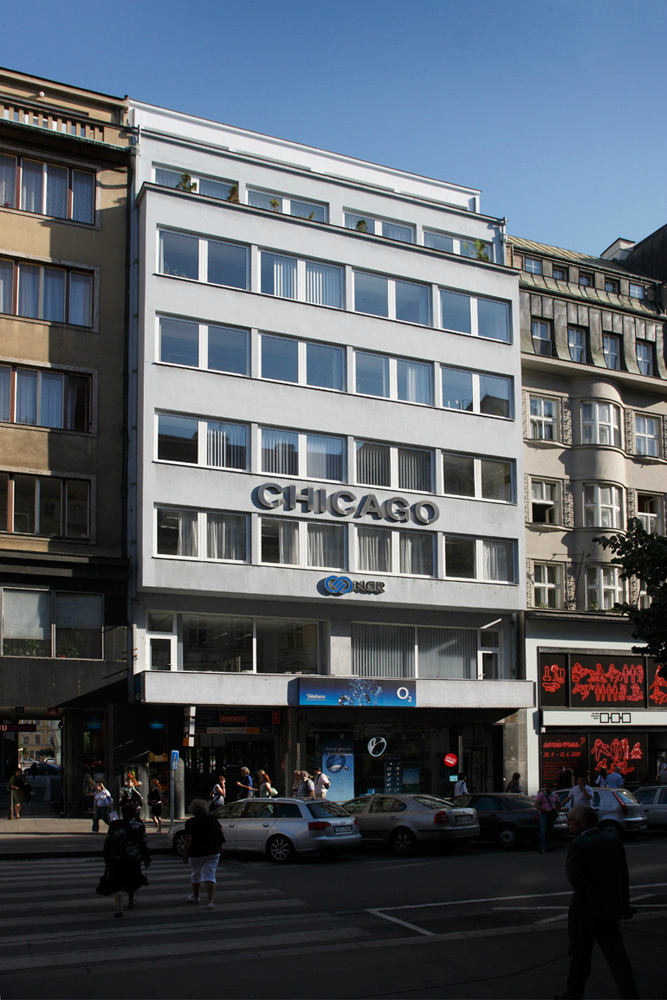
Palais Chicago
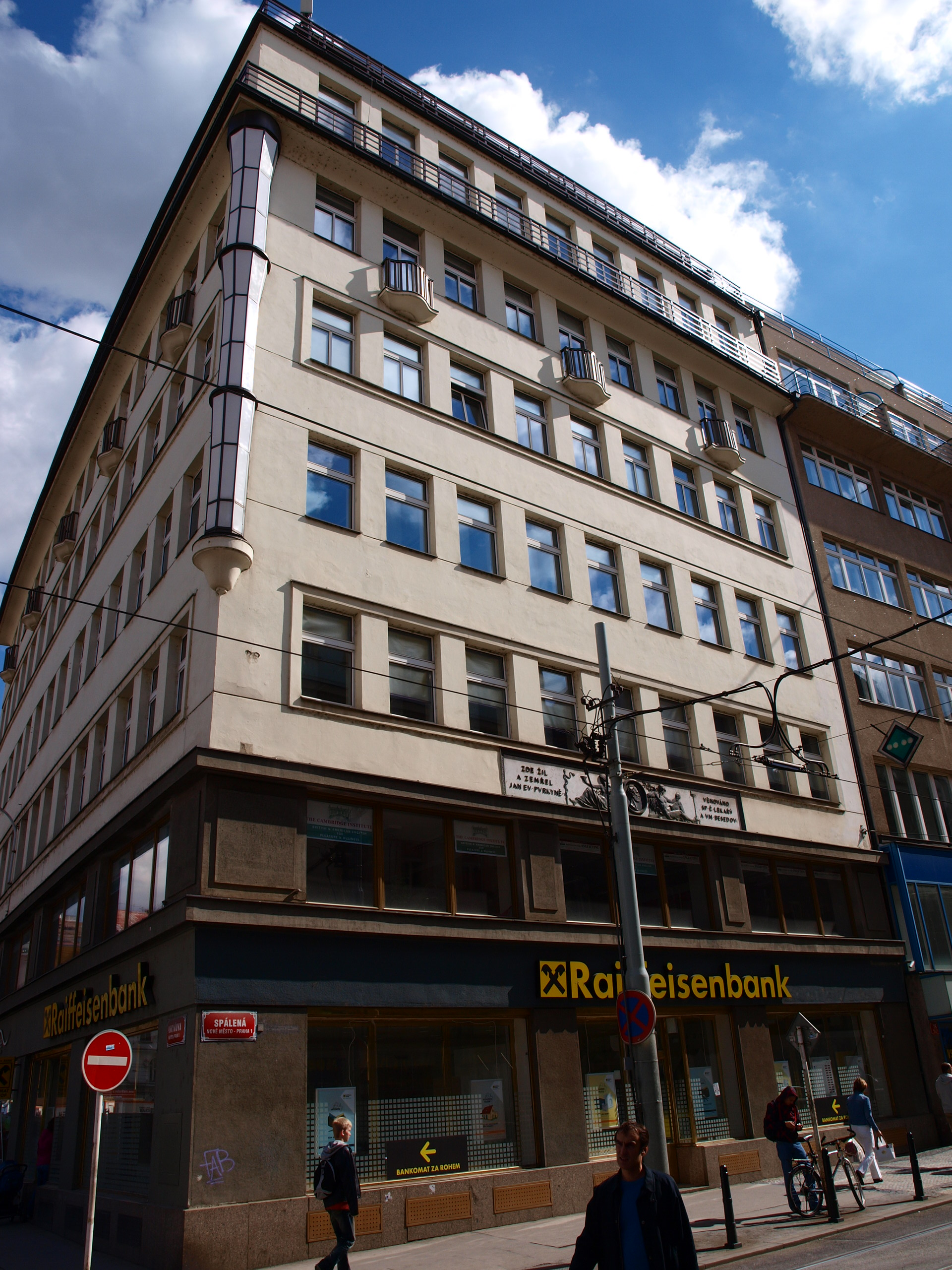
Palais Purkyňova
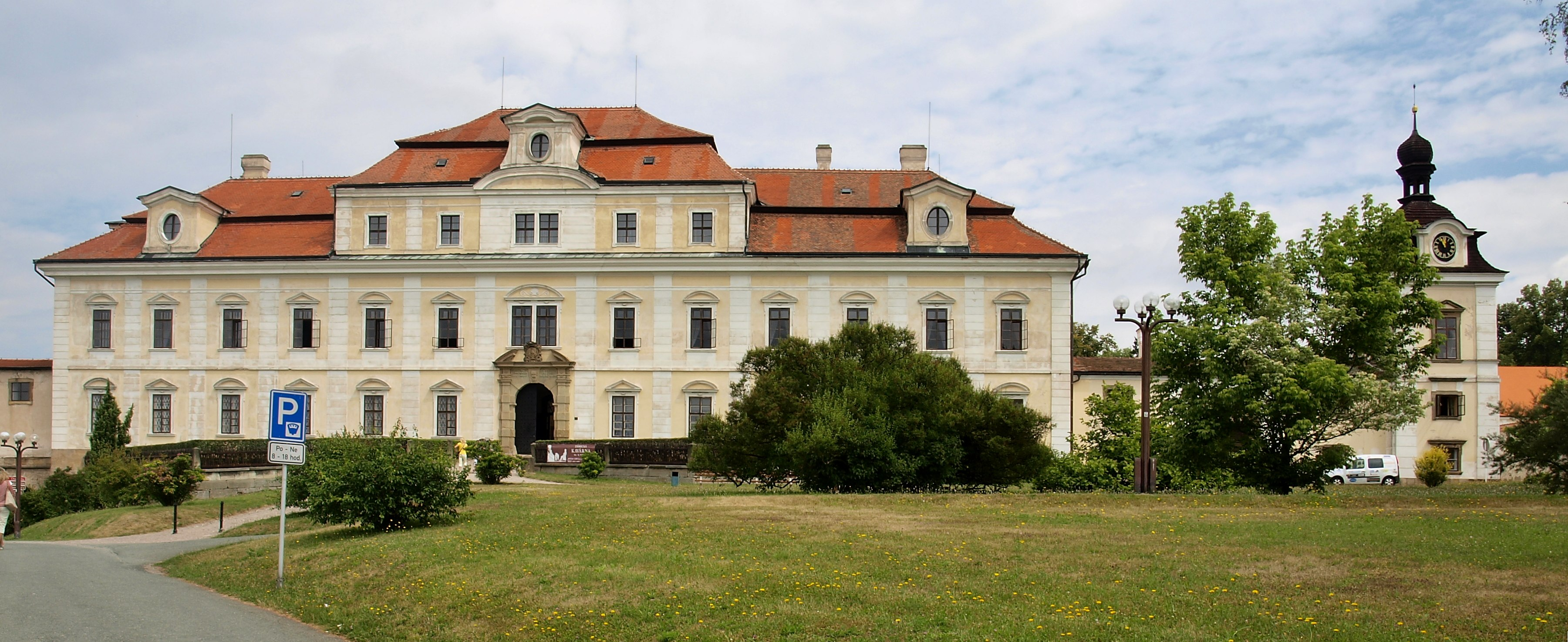
Schloss Rychnov nad Kněžnou
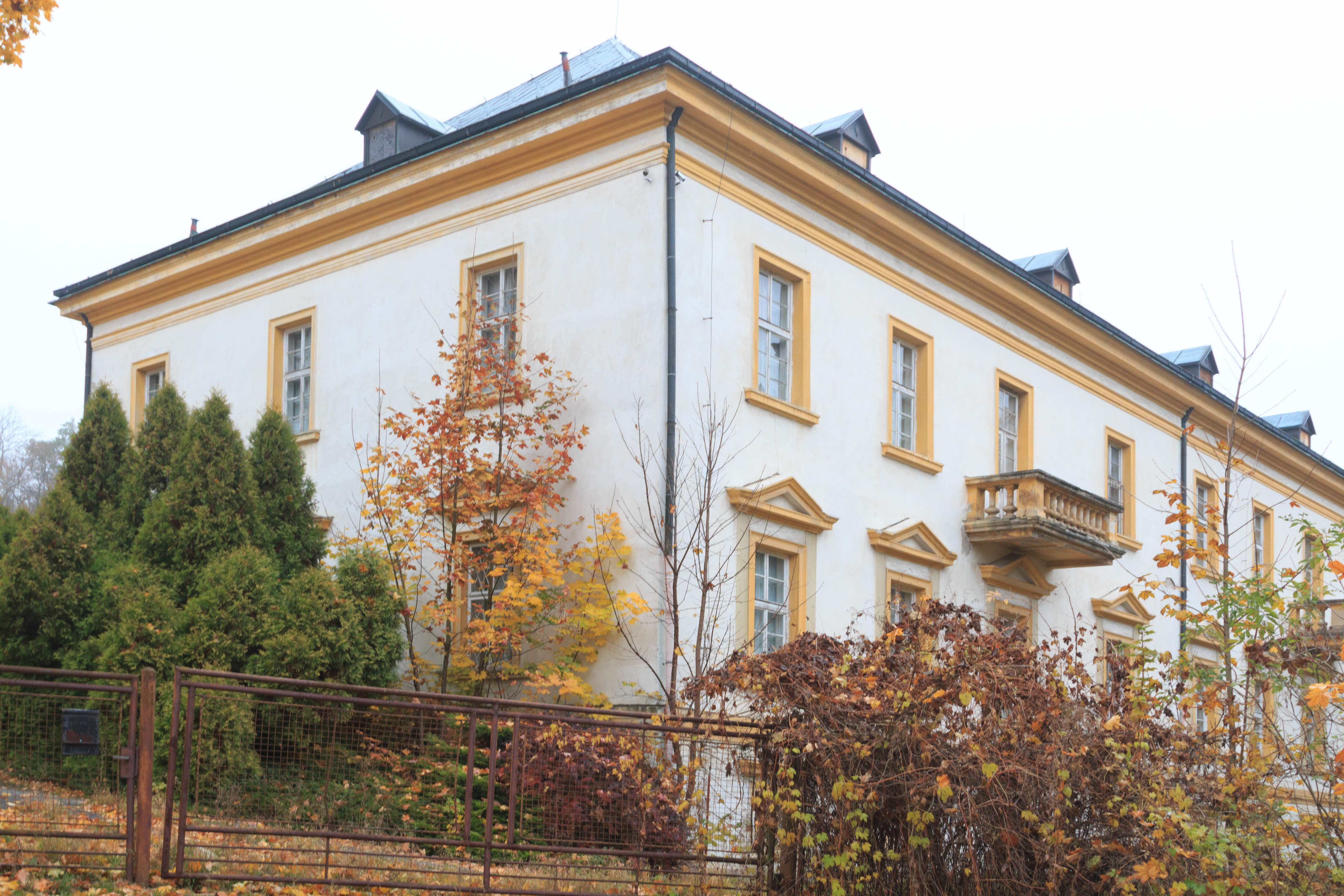
Schloss Černíkovice

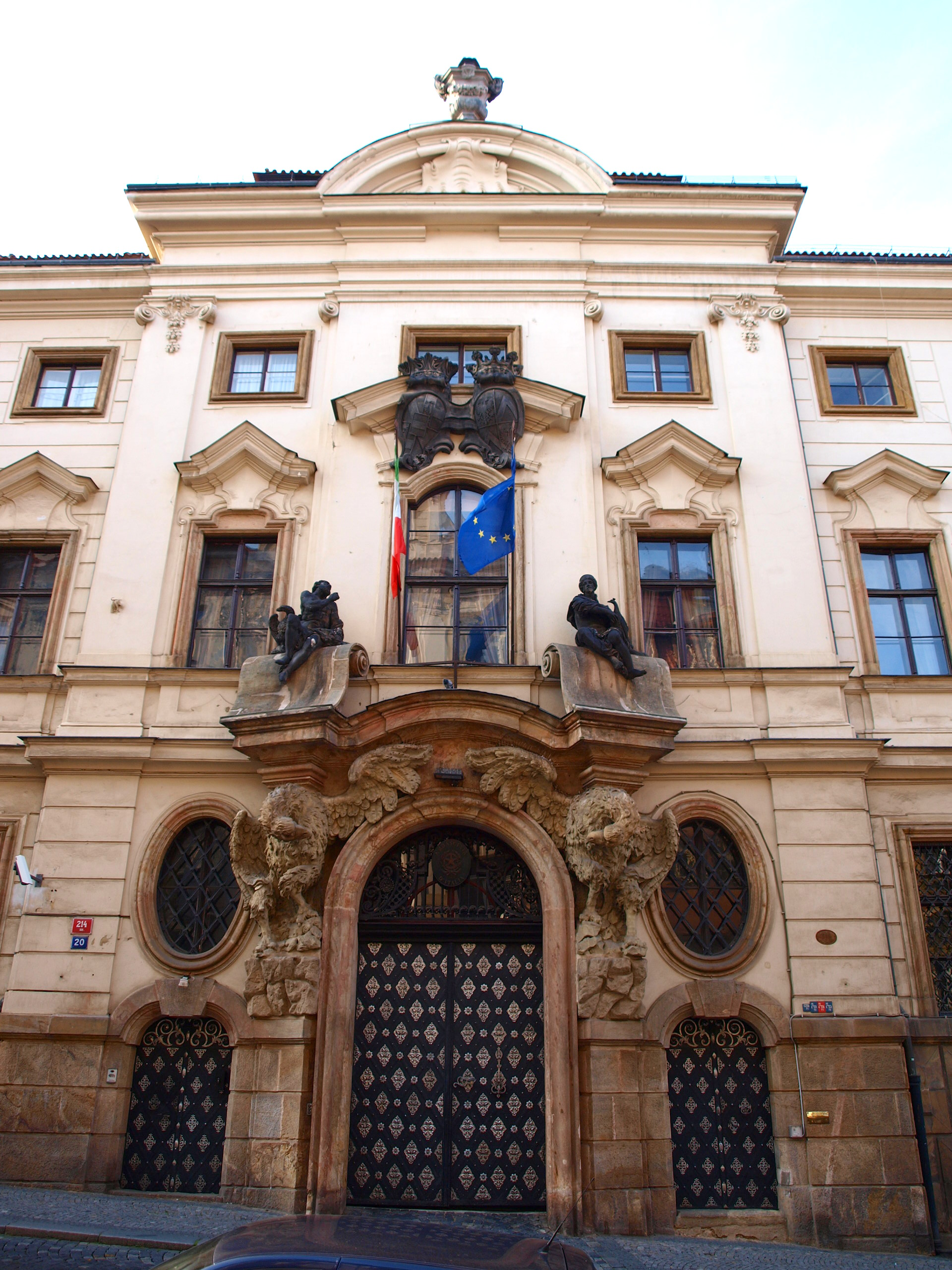
Palais Kolowrat (Prag, Nerudova-Straße)
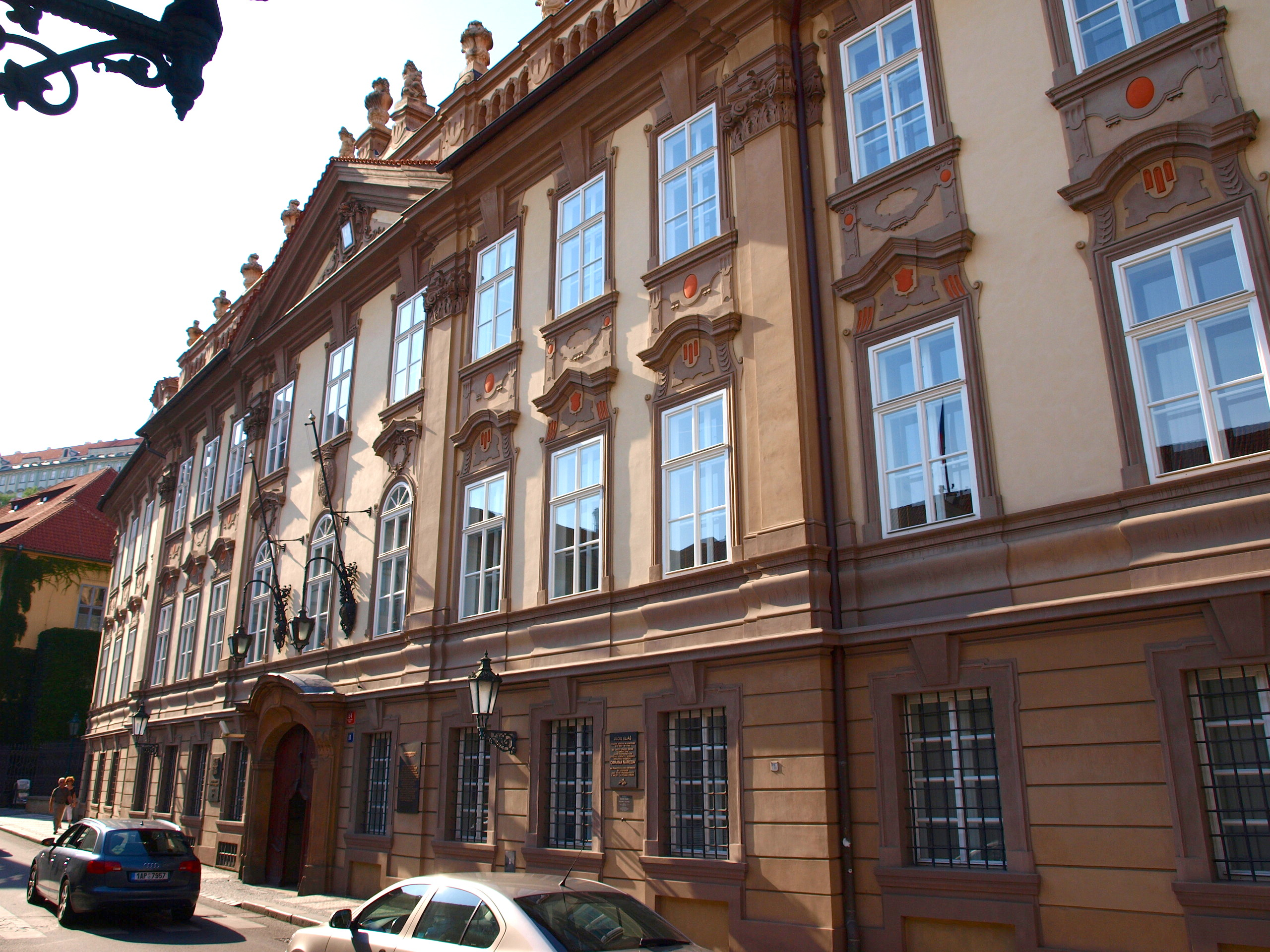
Palais Kolowrat (Prag, Valdštejnská-Straße)
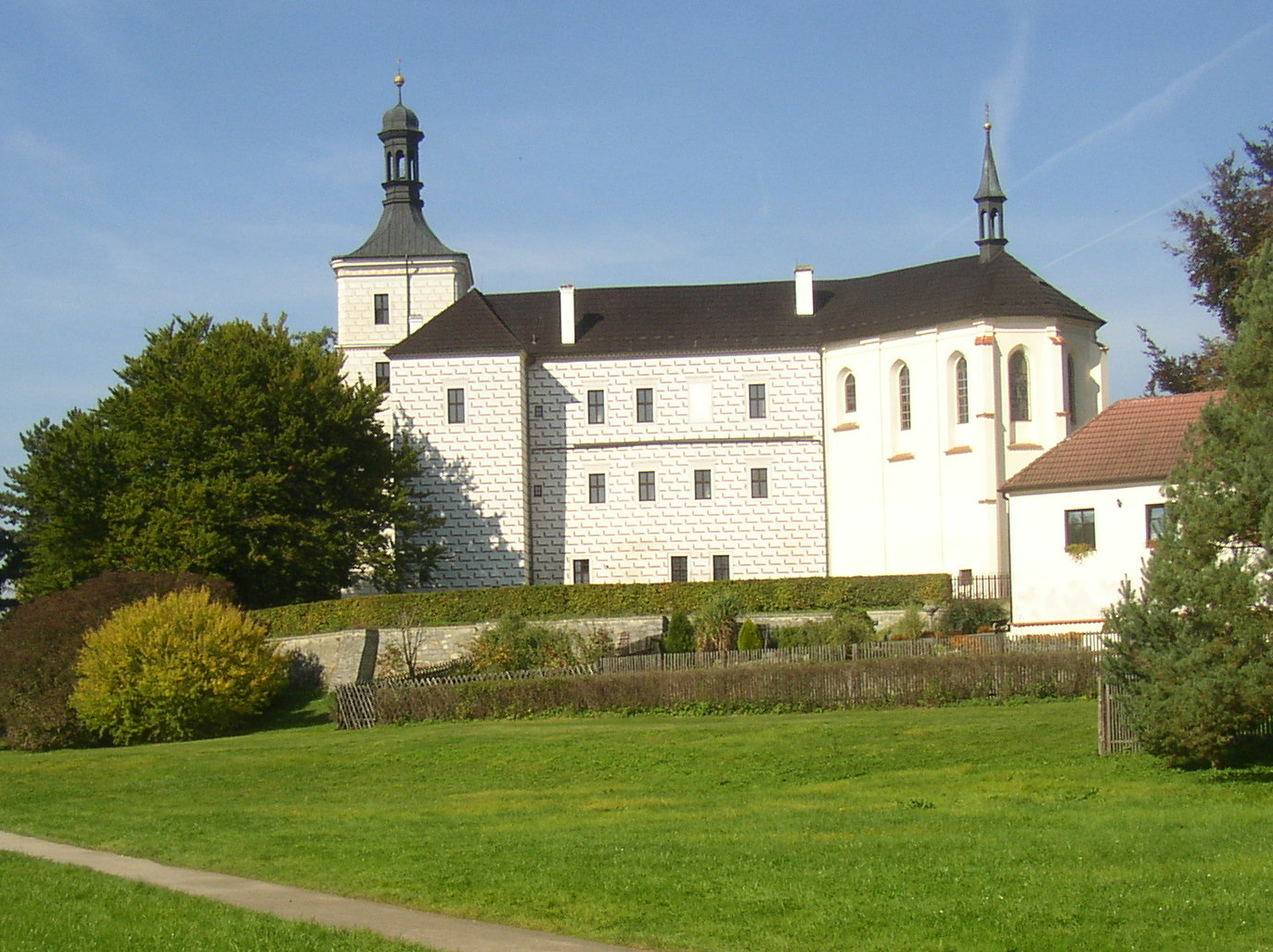
Schloss Březnice
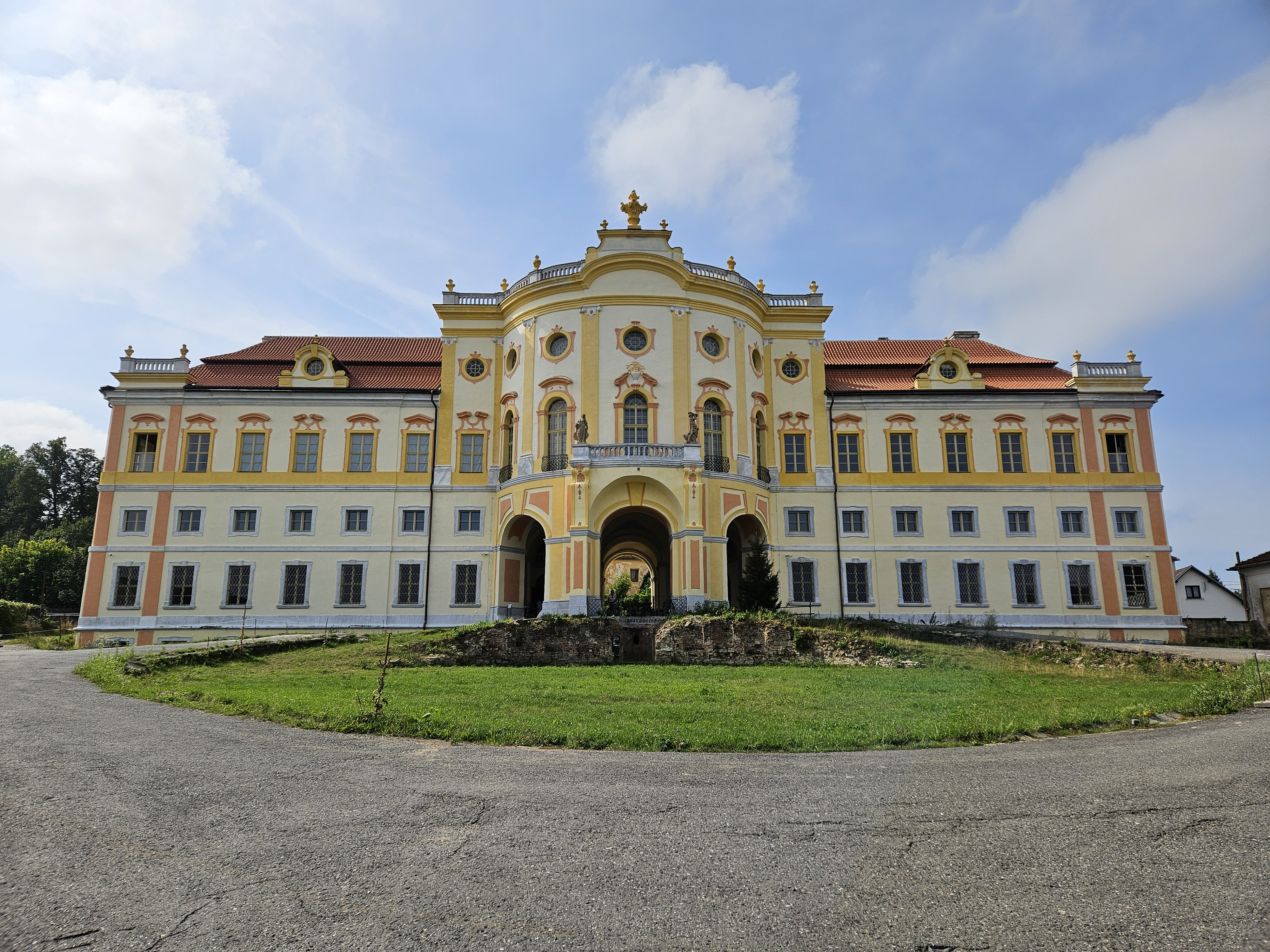
Schloss Týnec u Klatov
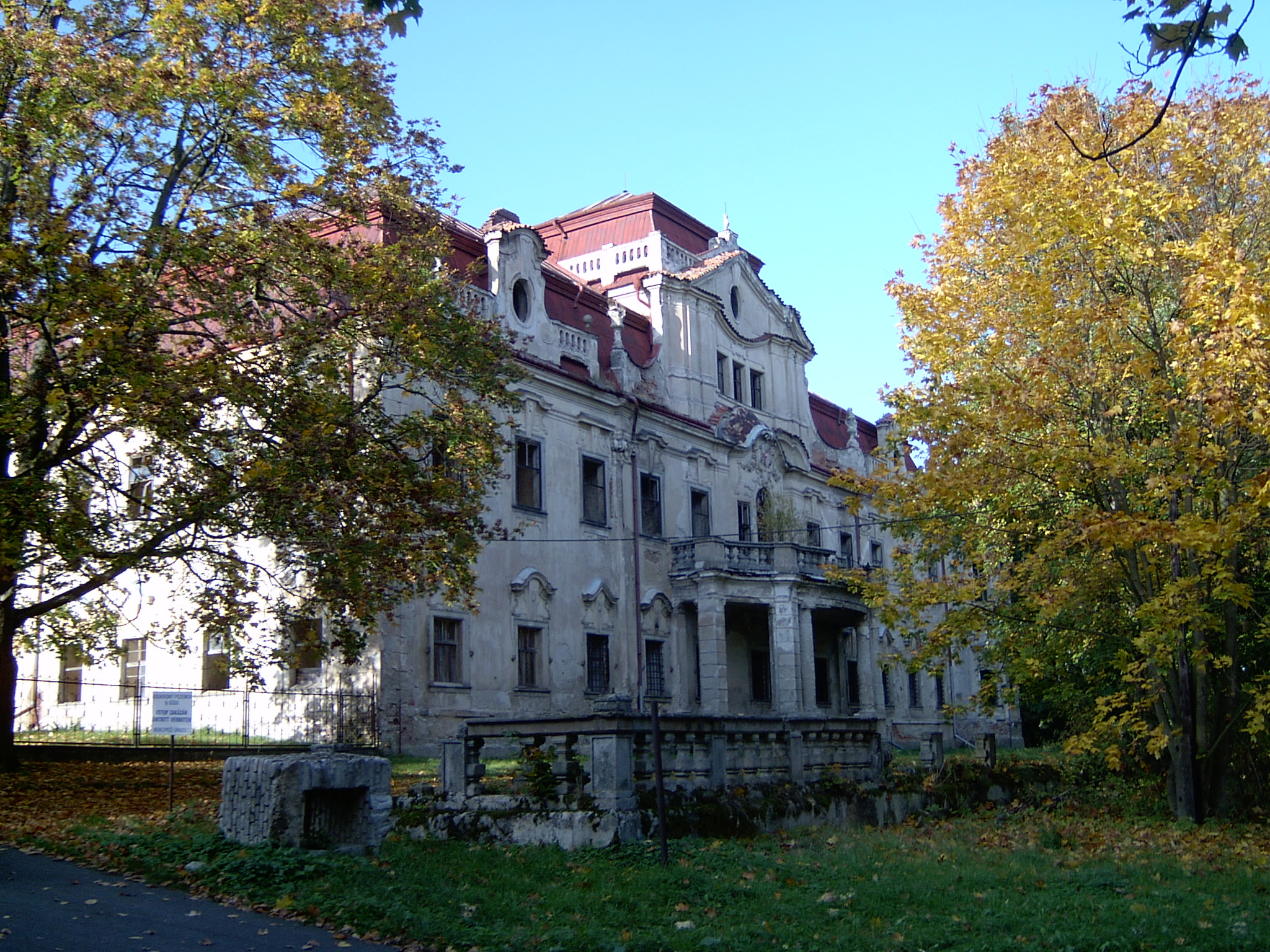
Schloss Velké Dvorce
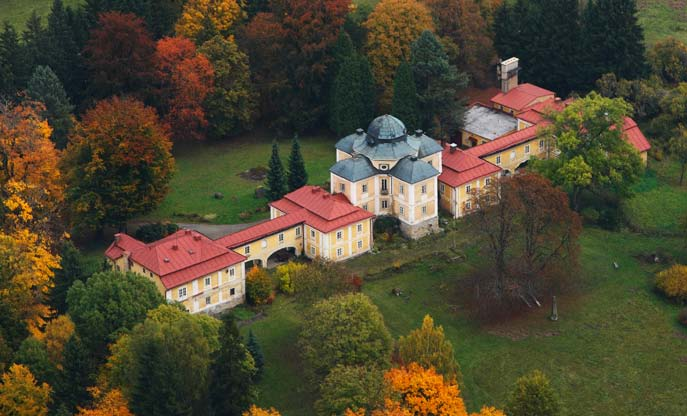
Jagdschloss Diana

## Persönlichkeiten
- Albrecht der Ältere (1347–1391), Hauptmann von Vogtland
- Johann Kolowrat-Liebsteinsky (* vor 1435–1483), böhmischer Adliger, Priester und Apostolischer Administrator des Erzbistums Prag
- Albrecht von Kolowrat-Liebsteinsky (1463–1510), Obersthofmeister und Oberstkanzler von Böhmen
- Johann Kolowrat von Liebsteinsky (1552–1616), böhmischer Adliger und Hofkämmerer
- Zdenko Löw Kolowrat von Liebsteinsky (1588–1640), böhmischer Adliger, kaiserlicher Kämmerer und Geheimer Rat, seit 1624 Reichsgraf
- Ulrich Franz Kolowrat-Liebsteinsky (1607–1650), österreichischer Adeliger
- Katharina Kolowrat von Liebsteinsky († 1618), Tiroler Adlige, kaiserliche Kammerdienerin und Obersthofmeisterin
- Franz Karl von Kolowrat-Liebsteinsky (1620–1700), k.k. Diplomat, Appellationsrat und Statthalter im Königreich Böhmen
- Ferdinand Ludwig von Kolowrat-Liebsteinsky (1621–1701), böhmischer Adliger und Großprior des Malteserordens
- Johann Wilhelm Libštejnský von Kolowrat (auch: Johann Wilhelm Reichsgraf Kolowrat-Liebsteinský) (1627–1668), ernannter Erzbischof von Prag
- Norbert Leopold von Kolowrat-Liebsteinsky (1655–1716), Diplomat, Geheimer Rat, Reichshofrat, Statthalter in Prag
- Maximilian Norbert von Kolowrat-Krakowsky (1660–1721), böhmischer Adliger, Oberstlandkämmerer, Appellationsgerichtspräsident in Böhmen und Statthalter von Prag
- Philipp von Kolowrat-Krakowsky (1688–1773), Oberstburggraf und Präsident des Landesguberniums in Böhmen, Begründer der Linie Radenin
- Kajetan von Kolowrat-Krakowsky (1689–1769), k.k. Feldmarschall
- Maria Anna von Kolowrat-Krakovský, geb. Freiin von Stein zu Jettingen (1688–1751), seit 1730 Oberhofmeisterin der sächsischen Kurfürstin und polnischen Königin Maria Josepha von Sachsen

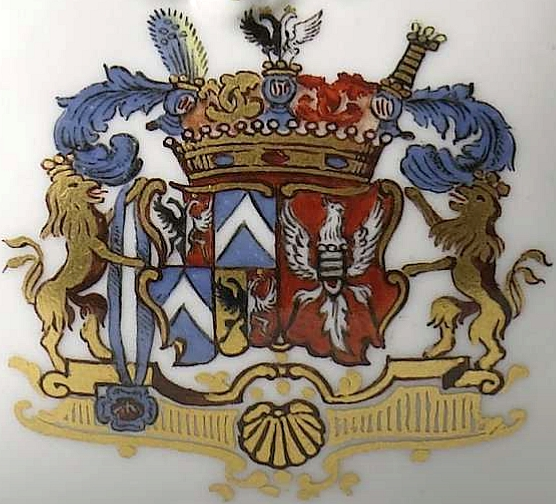
Allianzwappen Brühl / Kolowrat-Krakowsky, gemalt auf dem Schwanenservice aus Meißner Porzellan

- Johann Joseph Hyazinth von Kolowrat-Krakowsky (1692–1766), kaiserlicher Geheimer Rat, Oberstlandkämmerer und Appellationsgerichtspräsident, sächsischer Gesandter in Spanien 1738 bis 1766
- Emanuel Wenzel von Kolowrat-Krakowsky (1700–1769), böhmischer Adliger, General der Kavallerie und Großprior des Malteserordens
- Maria Anna Franziska von Kolowrat-Krakovský (1717–1762), Tochter der vorgenannten und Ehefrau von Heinrich Graf von Brühl (1700–1763)
- Leopold Wilhelm von Kolowrat-Krakowsky (1727–1809), österreichischer Minister und Oberstkanzler von Böhmen
- Johann Karl Kolowrat-Krakowsky (1748–1816), österreichischer Feldmarschall
- Vincenz Maria von Kolowrat-Liebsteinsky (1750–1824), Feldzeugmeister und Großprior des Johanniter-Ordens
- Alois Josef Kolowrat-Krakovský (1759–1833), 1830 bis 1833 Prager Erzbischof
- Franz Anton von Kolowrat-Liebsteinsky (1778–1861), böhmischer Adeliger und erster konstitutioneller Ministerpräsident der österreichischen Monarchie
- Franz Xaver von Kolowrat-Krakowsky (1783–1855), böhmischer Adliger, Gutsbesitzer, k. k. Kämmerer und Oberstleutnant a. D.
- Franz Xaver II. Kolowrat-Krakowsky (1803–1873), böhmischer Adliger, Politiker, Fürstgroßprior des Malteser-Ritterordens
- Jan Nepomuk Karel von Kolowrat-Krakovský (1794–1872)[Anm. 1], Förderer der Stiftung Matice česká und des späteren Nationalmuseums in Prag
- Leopold von Kolowrat-Krakowsky (1804–1863), österreichischer Generalmajor und Gouverneur
- Xaverine von Kolowrat-Krakowsky (1808–1869), zweite Stiefmutter von Marie von Ebner-Eschenbach (1830–1916)
- Zdeněk von Kolowrat-Krakovský (1836–1892), Historiker und Dramatiker
- Leopold Philipp Kolowrat-Krakowsky (1852–1910), Parlamentarier
- Sascha Kolowrat-Krakowsky (1886–1927), österreichischer Filmpionier
- Henry Kolowrat (1933–2021), amerikanischer Fechter